# Сан-Томе-де-Абасан
Сан-Томе-де-Абасан (порт. São Tomé de Abação; МФА: [ˈsɐ̃w tu.ˈmɛ dɨ ɐ.bɐ.ˈsɐ̃w]) — парафія в Португалії, у муніципалітеті Гімарайнш. Розташована в північно-західній частині країни, на теренах історичної португальської провінції Дору-Міню. Входить до складу округу Брага. За адміністративним поділом, чинним до 1976 року, терени парафії були складовою провінції Міню. Належить до Бразької архідіоцезії Католицької церкви. Патрон — святий Тома. Площа — 5,2094 км². Населення — 2252 ос. (2011). Сильно урбанізований регіон. Густота населення — 432,3 осіб/км²
. Код — 030864.

## Назва
- Абасан (Сан-Томе) (порт. Abação (São Tomé)) — офіційна назва.

## Населення
| Кількість мешканців | Кількість мешканців | Кількість мешканців | Кількість мешканців | Кількість мешканців | Кількість мешканців | Кількість мешканців | Кількість мешканців | Кількість мешканців | Кількість мешканців | Кількість мешканців | Кількість мешканців | Кількість мешканців | Кількість мешканців | Кількість мешканців |
| ------------------- | ------------------- | ------------------- | ------------------- | ------------------- | ------------------- | ------------------- | ------------------- | ------------------- | ------------------- | ------------------- | ------------------- | ------------------- | ------------------- | ------------------- |
| 1864                | 1878                | 1890                | 1900                | 1911                | 1920                | 1930                | 1940                | 1950                | 1960                | 1970                | 1981                | 1991                | 2001                | 2011                |
| 466                 | 490                 | 491                 | 537                 | 557                 | 602                 | 634                 | 749                 | 1 003               | 1 348               | 1 565               | 1 807               | 2 175               | 2 300               | 2 252               |